# Mike Fisher (racerförare)
Michael "Mike" Fisher, född 13 mars 1943 i Hollywood i Kalifornien, är en amerikansk före detta racerförare.

## Racingkarriär
Fisher körde en privat Lotus-BRM i formel 1-loppen i Kanada 1967 och Mexiko 1967. Han kom på elfte plats i det första och bröt i det andra loppet.